# Collège des Quatre-Nations
Het Collège des Quatre-Nations is een 17e-eeuws Frans paleis gelegen aan de Quai de Conti aan de oever van de Seine in het 6e arrondissement te Parijs. Het paleis is sinds 1805 de zetel van het Institut de France en van de vijf academiën die hiervan deel uitmaken; de Académie française, de Académie des inscriptions et belles-lettres, de Académie des sciences, de Académie des sciences morales et politiques en de Académie des beaux-arts.

## Geschiedenis van het bouwwerk
In 1661 vraagt kardinaal Mazarin middels zijn testament zijn fortuin aan te wenden om een college op te richten onder de auspiciën van koning Lodewijk XIV waar zestig heren kunnen samenkomen voor gratis onderricht uit de vier landen die in gevolge de vrede van Westfalen in 1648 en de vrede van de Pyreneeën in 1659, zich tot gehoorzaamheid aan het Franse hof hadden verbonden, met name 20 kandidaat-studenten uit Artois (inclusief Frans-Vlaanderen, Frans-Henegouwen en Frans-Luxemburg), 15 studenten uit de Elzas en de andere Germaanse gebieden, 15 uit Pignerol en de Pauselijke Staten en 10 studenten uit Roussillon (inclusief Conflent en Cerdagne).
In navolging van zijn voorganger, kardinaal de Richelieu die bij testament de bouw van de Sint-Ursulakapel in de Sorbonne had gefinancierd en daar begraven werd, wilde kardinaal Mazarin ook begraven worden in de kapel van dit nieuwe college. Zijn indrukwekkende persoonlijke boekencollectie diende ook de basis te vormen van een bibliotheek die zijn plaats moest vinden in het college en minstens tweemaal per week geopend moest zijn voor alle geletterde Fransen.
Jean-Baptiste Colbert die door Lodewijk XIV belast was met de uitvoering van de testamentaire bepaling van Mazarin duidde als architect Louis Le Vau aan, om ter hoogte van de Cour Carrée van het paleis van het Louvre, aan de zuidelijke oever van de Seine dit college te laten verrijzen. De bouwwerken vonden plaats van 1662 tot 1688. De school opende in oktober 1688. De Bibliothèque Mazarine in het college is sinds zijn opening in 1691 de oudste publieke bibliotheek van Frankrijk.
Bekende leerlingen van het college waren onder meer Jean le Rond d'Alembert, Jacques-Louis David, Julien Louis Geoffroy en Antoine Lavoisier.
Na de Franse Revolutie in 1789 werd het collège des Quatre-Nations achtereenvolgens het collège de l'Unité, vervolgens een arresthuis, en van de oprichting in 1793 tot de opheffing in 1795 de zetel van het Comité de salut public. In 1796 werd het gebouw de vestigingsplaats van een van de drie écoles centrales van Parijs, met als naam de École centrale des Quatre-Nation. Deze school wordt al gesloten in 1802 en in 1805 op last van keizer Napoleon I wordt het collège des Quatre-Nations de vestiging van het Institut de France. De Franse architect Antoine Vaudoyer bouwt de kapel die in het paleis was geïnstalleerd om tot een zittingszaal voor de academies.
In de 19e eeuw werd aan het tweede binnenplein een nieuwe vleugel toegevoegd die de andere gebouwen verbond. De vleugel werd ingehuldigd in 1846 en kreeg de naam van de architect die tekende voor het ontwerp, Hippolyte Lebas. De sectie herbergt twee vergaderzalen die gebruikt worden voor de gewone werksessies van de academies. Het hele gebouw werd geklasseerd als monument van onroerend erfgoed door de erkenning als monument historique in 1862.
Académie française · Académie des inscriptions et belles-lettres · Académie des sciences · Académie des beaux-arts · Académie des sciences morales et politiques
- Bibliothèque nationale de France: cb12491178f (data)
- Gemeinsame Normdatei: 4754114-3
- International Standard Name Identifier: 0000 0001 2169 7888
- Library of Congress Control Number: n85321935
- Nationale Bibliotheek van Israël: 987007570727705171
- Système universitaire de documentation: 034121536
- Virtual International Authority File: 139630594